# لنکستر (تنسی)
لنکستر (به انگلیسی: Lancaster) یک منطقهٔ مسکونی در ایالات متحده آمریکا است که در شهرستان اسمیت، تنسی واقع شده‌است. لنکستر ۳۶۳ نفر جمعیت دارد و ۱۶۲ متر بالاتر از سطح دریا واقع شده‌است.